# Disco (atletica leggera)

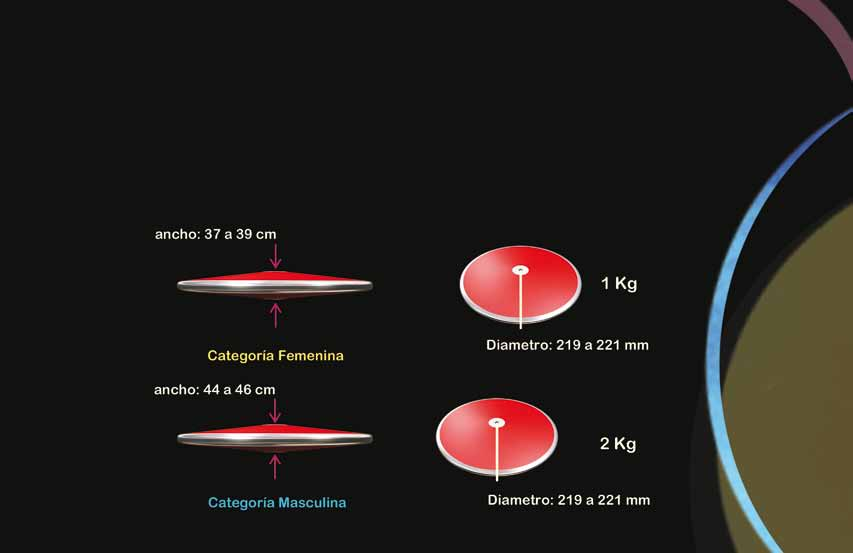
I dischi standard, maschile e femminile usati per le competizioni di lancio del disco

Il disco, nell'atletica leggera, è quell'attrezzo utilizzato dagli atleti per svolgere una competizione di lancio del disco.

## Descrizione ed utilizzo
L'attrezzo utilizzato per essere accettato in gara e per l'omologazione di un record deve essere conforme alle specifiche della IAAF. Per le donne il disco pesa 1 kg con un diametro tra i 180 e i 182 mm e uno spessore tra 37 e 39 mm, mentre per gli uomini il peso è di 2 kg, il diametro tra i 219 e i 221 mm e lo spessore tra 44 e 46 mm. 
La pedana entro la quale l'atleta esegue la prova è circolare, con un diametro interno di 2,50 m dotata di una robusta gabbia, a forma di U, che la circonda onde assicurare l'incolumità degli spettatori, degli ufficiali di gara e degli altri concorrenti. Il settore di lancio è di 40° con il vertice coincidente con il centro della pedana. 